# 認知扭曲
認知扭曲（英語：cognitive distortion）是一種誇大或非理性的思維模式，涉及精神病理狀態的發生或持續，例如抑鬱和焦慮。
認知扭曲是導致個人不准確地感知現實的想法。根據亞倫·貝克（Aaron T. Beck）的認知模型，對現實的消極看法，有時稱為消極基模（英語：schemas 或 schemata），是情緒功能障礙和主觀幸福感較差的症狀的一個因素。具體來說，消極思維模式會強化消極情緒和想法。 在困難的情況下，這些扭曲的想法會導致對世界的整體負面看法，以及抑鬱或焦慮的精神狀態。根據絕望理論和貝克理論，人們對自己經歷的意義或解釋，對他們是否會變得抑鬱以及他們是否會遭受嚴重的、反覆的或長期的抑鬱發作產生重要影響。
挑戰和改變認知扭曲是認知行為療法 (CBT) 的關鍵要素。

## 主要類型
下面列出的認知扭曲是自動思維的類別，應與邏輯謬誤區分開來。

### 全有或全無的想法
“全有或全無思維扭曲”也稱“分裂”、“黑白思維”、“極化思維”。 根據一篇文章，「因為總有人願意批評，這往往會崩潰成一種傾向，讓兩極分化的人認為自己完全失敗。兩極分化的思想很難接受『足夠好』或部分成功的概念。」
示例：一位女性吃了一勺冰淇淋。她認為自己打破飲食習慣是一個徹底的失敗。她變得非常沮喪，以至於她最終吃掉了整夸脫的冰淇淋。
此例展示了這種扭曲的、非黑即白的兩極分化——如果他們不是完美的，他們就徹底的失敗。為了對抗這種扭曲，可以用灰色來思考世界；示例中的女性可以不將自己吃一勺冰淇淋視為徹底失敗，而是將她的對節食的努力視為至少部分成功。
這種扭曲在完美主義者中很常見。

### 過度概括
過度概括的人會因證據不足而草率概括。 比如把“單一的負面事件”看成是“永無止境的失敗模式”，從一個事件或一個證據中得出非常廣泛的結論。 即使壞事只發生一次，也是意料之中的一遍又一遍地發生。
- 示例 1：一位年輕女性在第一次約會時被邀請，但在第二次約會時沒有收到回應。 當她告訴她的朋友時，她心煩意亂，“這總是發生在我身上！ 我永遠找不到真愛！”
- 示例 2：一位女性很孤獨，經常大部分時間都待在家裡。 她的朋友有時會請她吃飯，結識新朋友。 她覺得即使嘗試也無濟於事。 沒有人真的會喜歡她。 無論如何，所有人都是一樣的：小氣和自私。[9]

對抗這種扭曲的一個建議是透過對自己的情況進行準確分析來“檢查證據”。 這有助於避免誇大自己的情況。

### 過濾
當一個人只關注情況的消極細節並過濾掉積極方面時，就會發生過濾失真。
- 示例：安迪在工作中所做的演講大多得到讚美和積極反饋，但他也收到了一小部分批評。 在他的演講之後的幾天裡，安迪一直在談論這個消極的反應，忘記了他也得到的所有積極的反應。[6]

有這種扭曲的人可能會發現，坐下來評估是否發生過濾現象會有所幫助；從長遠來看，排除積極的一面並關注消極的一面是在幫助或傷害他們。

### 取消積極的資格
取消正面體驗是指透過堅持以某種原因“不算數”來拒絕正面體驗。 儘管日常經歷矛盾，但仍保持消極信念。 否定肯定的可能是認知扭曲範圍內最常見的謬誤； 它通常被分析為“永遠是對的”，這是一種扭曲，一個人處於全有或全無的自我判斷中。 在這種情況下的人表現出抑鬱的跡象。 例子包括：
- “我永遠不會像某人一樣好”
- “任何人都可以做到”[6]

### 妄下結論
在幾乎沒有（如果有）證據的情況下得出初步結論（通常是負面的）。確定了兩種特定的亞型：
- 讀心術：從一個人的行為和非語言交流中推斷出一個人可能的或可能的（通常是消極的）想法；無需詢問當事人，就對最嚴重的疑似病例採取預防措施。

- - 示例 1：學生假設論文的讀者已經就其主題做出了決定，因此，撰寫論文是一項毫無意義的練習。[5]
  - 示例 2：某人假設因為他在午餐時一個人坐著，所以其他人一定認為他是個失敗者。 （這可以鼓勵自我實現的預言；某人可能不會主動進行社交接觸，因為他害怕周圍的人已經對他產生了負面看法）。[10]

- 算命：預測事件的結果（通常是負面的）。

- - 例子：一個抑鬱的人告訴自己他永遠不會進步；他將終生繼續處於抑鬱狀態。[6]

對抗這種扭曲的一種方法是問：“如果這是真的，它是否更充分地說明了我或他們？”

### 誇大和最小化
對感知到的失敗、弱點或威脅按比例給予更大的權重，或對感知到的成功、力量或機會給予較小的權重，從而使權重與其他人分配的權重不同。 在抑鬱者的認知中，其他人的積極特徵往往被誇大，而消極特徵則被低估。
- 災難化 – 更加重視最壞的可能結果，無論多麼不可能，或者在令人不舒服的情況下經歷無法忍受或不可能的情況。

### 情緒化推理
在情緒化推理扭曲中，假設情感暴露了事物的真實本質，並將現實體驗為情感聯繫思想的反映；僅憑感覺就可以相信某事是真實的。
- 例如：“我覺得自己很傻，所以我一定很傻”。[2] 害怕坐飛機，然後得出結論，飛機一定是一種危險的旅行方式。[6] 對打掃房子的前景感到不知所措，因此得出結論，即使開始打掃也毫無希望。[9]

### 做出“必須”或“應該”的陳述
阿爾伯特·埃利斯 (Albert Ellis) 在他的理性情緒行為療法（英語：Rational emotive behavior therapy，縮寫作REBT，或稱rational therapy、rational emotive therapy）中包含了“必須”或“應該”的陳述，這是認知行為療法的一種早期形式；他稱之為“musturbation”。 Michael C. Graham 稱其為“期待世界與現在不同”。 它可以被視為要求特定的成就或行為，而不管實際情況如何。
- 示例：演出結束後，音樂會鋼琴家認為自己不應犯這麼多錯誤。[9]

埃利斯的 REBT 中也出現了一個相關的認知扭曲，它是一種“令人恐懼”的傾向；說未來的情景會很糟糕，而不是現實地評估該情景的各種消極和積極特徵。根據大衛·D·伯恩斯 (David D. Burns) 的說法，“必須”和“應該”陳述是負面的，因為它們會使人對自己感到內疚和不安。有些人還將這種扭曲指向其他人，當其他人這樣做時，這可能會引起憤怒和沮喪的感覺不做應該做的事，他也提到這種想法會導致叛逆的想法，換句話說，試圖用“應該”來鞭策自己做某事，可能會導致相反的願望。

### 感恩陷阱
感恩陷阱是一種認知扭曲，通常源於對感恩的性質或實踐的誤解。 該術語可以指兩種相關但不同的思維模式之一：
- 一種以自我為導向的思維過程，涉及與一個人對事情“應該”如何的期望有關的內疚、羞恥或沮喪感
- 心理學家艾倫·肯納（Ellen Kenner）定義的「許多關係中難以捉摸的醜陋，一種欺騙性的『善意』，其主要目的是讓別人感到虧欠」[13]

### 個人化和歸責
個人化是指個人責任與一個人在特定情況下實際擁有的控制水平不成比例。
- 示例 1：一位兒童認為自己沒有被收養，是因為自己“不值得被愛”。
- 示例 2：孩子成績不好，家長認為這是因為自己不夠盡責或稱職。[6]

歸責是個人化的反面。 在歸責扭曲中，一個人將不成比例的責任歸咎在他人身上，而不是自己身上。 透過這種方式，該人避免承擔個人責任，為“受害者心態”讓路。
- 示例：將婚姻問題完全歸咎於配偶。[6]

### 永遠正確
在這種認知扭曲中，犯錯是不可想像的。 這種扭曲的特點是積極嘗試證明自己的行為或想法是正確的，有時將自身利益置於他人感受之上。 在這種認知扭曲中，自己對周圍環境的了解總是正確的，而其他人的觀點和觀點卻被錯誤地看待。

### 變化謬誤
依靠社會控制從另一個人那裡獲得合作行動。 這種思維方式的基本假設是，一個人的幸福取決於他人的行為。 改變謬誤還假設其他人應該自動改變以適應自己的利益和/或向他們施加壓力進行改變是公平的。 它可能存在於大多數虐待關係中，在這種關係中，伴侶對彼此的“願景”與這樣一種信念聯繫在一起，即一旦他們或其他人改變了他們存在的某些方面，幸福、愛、信任和完美就會發生。

### 貼標籤和貼錯標籤
一種過度概括（參見上方「過度概括」標題下所述內容）的形式（詳見主條目內容）。 

## 自戀的防禦
被診斷出患有自戀型人格障礙的人往往不切實際地認為自己高人一等，過分強調自己的長處並低估自己的弱點。 自戀者通過這種方式使用誇大和最小化來保護自己免受心理痛苦。

## 治療

### 認知重構
認知再建構 (CR) 是一種流行的治療形式，用於識別和拒絕適應不良的認知扭曲，通常用於診斷患有抑鬱症的個體。 在 CR 中，治療師和來訪者首先檢查來訪者報告的壓力事件或情況。例如，一個在約會中遇到困難的抑鬱男大學生可能會認為他的“無價值”會導致女性拒絕他。然後，治療師和來訪者可能會一起創造一個更現實的認知，例如，“在我的控制範圍內詢問女孩約會。然而，即使我可以做一些事情來影響她們的決定，無論她們是否同意是很大程度上是我無法控制的。因此，如果他們拒絕我的邀請，我概不負責。” CR 療法旨在消除包括受診療者功能失調或消極觀點在內的“自動思維”。根據亞倫·貝克（Aaron T. Beck）的說法，這樣做可以減少作為幾種精神疾病症狀的無價值感、焦慮感和快感缺失感。 CR 是貝克和大衛·D·伯恩斯 (David D. Burns) 的認知行為療法的主要組成部分。

#### 去災難化
在認知療法中，去災難化是一種認知重構技術，可用於治療認知扭曲，例如放大和災難化，常見於焦慮和思覺失調等心理障礙中。 這些障礙的主要特徵是主觀報告被生活環境壓倒並且無法影響它們。
CR 的目標是幫助客戶改變他們的看法，使感覺體驗變得不那麼重要。

#### 批評
對認知扭曲診斷的普遍批評與認識論和理論基礎有關。 如果病人的看法與治療師的看法不同，那可能不是因為智力障礙，而是因為病人有不同的經歷。 在某些情況下，抑鬱的受試者似乎“更悲傷但更聰明”。